# Форшхага
Форшхага (на шведски: Forshaga) е град в западната част на централна Швеция, лен Вермланд. Главен административен център на едноименната община Форшхага. Разположен е около река Кларелвен. Намира се на около 250 km на северозапад от столицата Стокхолм и на около 20 km на север от Карлстад. Първите сведения за града датират от 14 век. Получава статут на търговски град (на шведски шьопинг) през 1944 г. Населението на града е 6229 жители според данни от преброяването през 2010 г.